# دلالة الحائرین

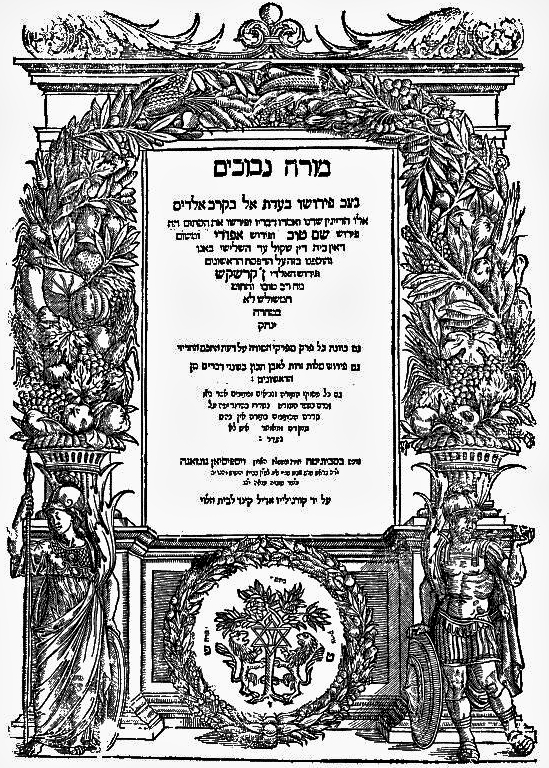
روی جلد دلالة الحائرین

دلالة الحائرین (מורה נבוכים) یکی از سه اثر اصلی ربی موسی بن میمون است. این کتاب به عربی کلاسیک با استفاده از خط عبری (یهودی-عربی) به صورت یک نامه سه قسمتی به شاگردش ربی یوسف بن اسحاق السبتی، نوشته شده و منبع اصلی دیدگاه‌های فلسفی ابن میمون در برابر دیدگاه‌های او در خصوص شریعت یهود است. اقلیت کوچکی بر این باورند دلالة الحائرین را زندیقی گمنام و نه ابن میمون نوشته که سرشناس‌ترین در میان اینان دانشور مورد احترام قرن ۱۸ام راب یاعکوو آمدن است.

### ترجمه
این کتاب سه بخش/جزء دارد که به تازگی بخش نخست و دومِ آن توسط ناصر عباس پور، زیر عنوان «راهنمایی سرگشتگان»، نشر ورا، ۱۳۹۷و ۱۴۰۱ ترجمه و چاپ شده‌است. ترجمهٔ ناصر عباس پور بر پایهٔ خط و متن عبری و عربی و با در نظر داشتن پنج ترجمه به زبان‌های اروپایی از این کتاب صورت گرفته‌است: لاتین از بوکستُرف، فرانسه از مونک، آلمانی از ادولف وایس، انگلیسی از فریدلِندِر و پینِس. ترجمهٔ فارسی با پژوهش‌های بسیار در زمینه‌های ادبی، کلامی، فلسفی، تاریخی، طبی، ریاضی و همهٔ زمینه‌هایی که موسی بن میمون در طول مباحث خویش بدان اشارت نموده، انجام شده‌است. می‌توان گفت که پانوشتهای مترجم، ارزش کتاب را از نهفتگی بدر آورده و در واقع کتاب را بازتولید نموده‌است. توضیحات مترجم برای مقایسهٔ دو فرهنگ یهود و اسلام نیز بسی مفید است.